# Élection présidentielle roumaine de 1996
L'élection présidentielle roumaine de 1996 s'est tenue les 3 et 17 novembre 1996. Emil Constantinescu bat au second tour le président sortant Ion Iliescu.

## Mode de scrutin
Le Président de la Roumanie est élu au scrutin uninominal majoritaire à deux tours pour un mandat de quatre ans renouvelable une seule fois. Est élu le candidat qui réunit la majorité absolue des suffrages du total des électeurs inscrits sur les listes électorales. A défaut, un second tour est organisé entre les deux candidats arrivés en tête, et celui recueillant le plus de suffrages est déclaré élu,.
Les résultats sont validés par la Cour constitutionnelle. Le président élu prête ensuite serment devant la Chambre des Députés et le Sénat, réunis en séance commune.

## Président
| Candidat                | Candidat               | Parti                                                | 1er tour   | 1er tour | 2d tour    | 2d tour |
| Candidat                | Candidat               | Parti                                                | Voix       | %        | Voix       | %       |
| ----------------------- | ---------------------- | ---------------------------------------------------- | ---------- | -------- | ---------- | ------- |
|                         | Emil Constantinescu    | Convention démocratique roumaine                     | 4 081 093  | 32,3     | 7 057 906  | 54,4    |
|                         | Ion Iliescu            | Parti de la démocratie sociale de Roumanie           | 3 569 941  | 28 2     | 5 914 579  | 45,6    |
|                         | Petre Roman            | Parti démocrate-Front de salut national              | 2 598 545  | 20,5     |            |         |
|                         | György Frunda          | Union démocrate magyare de Roumanie                  | 761 411    | 6,0      |            |         |
|                         | Corneliu Vadim Tudor   | Parti de la Grande Roumanie                          | 597 508    | 4,7      |            |         |
|                         | Gheorghe Funar         | Parti de l'unité nationale roumaine                  | 407 828    | 3,2      |            |         |
|                         | Tudor Mohora           | Parti socialiste                                     | 160 387    | 1,3      |            |         |
|                         | Nicolae Manolescu      | Alliance nationale liberale                          | 90 122     | 0,7      |            |         |
|                         | Adrian Păunescu        | Parti socialiste du travail                          | 87 163     | 0,7      |            |         |
|                         | Ion Pop de Popa        | Union nationale du centre                            | 59 752     | 0,5      |            |         |
|                         | George Muntean         | Indépendant                                          | 54 218     | 0,4      |            |         |
|                         | Radu Câmpeanu          | Parti national libéral-Câmpeanu et Parti Vert (ANLE) | 43 780     | 0,3      |            |         |
|                         | Nuțu Anghelina         | Indépendant                                          | 43 319     | 0,3      |            |         |
|                         | Constantin Mudava      | Indépendant                                          | 39 477     | 0,3      |            |         |
|                         | Constantin Niculescu   | Parti national des automobilistes                    | 30 045     | 0,2      |            |         |
|                         | Nicolae Militaru       | Indépendant                                          | 28 318     | 0,2      |            |         |
| Blancs et nuls          | Blancs et nuls         | Blancs et nuls                                       | 435 481    | –        | 106 398    | –       |
| Total                   | Total                  | Total                                                | 13 088 388 | 100      | 13 078 883 | 100     |
| Inscrits/participation  | Inscrits/participation | Inscrits/participation                               | 17 218 654 | 76,0     | 17 230 654 | 75,9    |
| Source: Nohlen & Stöver |                        |                                                      |            |          |            |         |